# Hassan Abdel Fattah
Hassan Abdel Fattah Hassan Mahmoud (ur. 17 sierpnia 1982 w Ammanie) – jordański piłkarz, grający na pozycji ofensywnego pomocnika w klubie Al-Wehdat Amman.

## Kariera klubowa
Hassan Abdel Fattah rozpoczął swoją zawodową karierę w 2003 roku w klubie Al-Faisaly Amman. Z Al-Faisaly zdobył mistrzostwo Jordanii w 2007, 2008, 2009, Puchar Jordanii w 2009, Superpuchar Jordanii w 2004 oraz AFC Cup w 2005. W latach 2005–2009 był zawodnikiem innego klubu z Ammanu Al-Wehdat Amman. Z Al-Wahdat trzykrotnie zdobył mistrzostwo Jordanii w 2004 dwukrotnie Puchar Jordanii w 2004, 2005 oraz dwukrotnie Superpuchar Jordanii w 2008, 2009.
Sezon 2009-2010 spędził na wypożyczeniach w emirackim Hatta Club oraz syryjskim Al Karama. Z Al-Karamah zdobył Puchar Syrii w 2010. Następnie grał w takich klubach jak: Al-Wehdat, Al Kuwait Kaifan, Al-Khor, Al-Kharitiyath SC, Al-Wehdat i Al-Shamal SC.

## Kariera reprezentacyjna
W reprezentacji Jordanii Fattah zadebiutował 31 marca 2004 roku w wygranym 1:0 meczu eliminacji do MŚ 2006 z Katarem. W 2004 uczestniczył w Pucharze Azji. Fattah na tym turnieju był rezerwowym i nie wystąpił w żadnym meczu. W 2011 został powołany na Puchar Azji. W reprezentacji rozegrał 80 spotkań i strzelił 25 bramek.